# Ariel Ortega
Arnaldo Ariel Ortega (Ledesma, Jujuy, 1974. március 4. –) korábbi argentin válogatott labdarúgó.
Az argentin válogatott tagjaként részt vett az 1994-es, az 1998-as, a 2002-es világbajnokságon, az 1995-ös, 1999-es Copa Américán, az 1995-ös konföderációs kupán illetve az 1996. évi nyári olimpiai játékokon.

## Sikerei, díjai
River Plate
- Argentin bajnok (6): Apertura: 1991, 1993, 1994, 1996 Clausura: 2002, 2008
- Copa Libertadores (1): 2006

Parma
- Olasz Szuperkupa (1): 1999

Newell's Old Boys
- Argentin bajnok (1): 2004 Apertura

Argentína
- Konföderációs kupa döntős (1): 1995
- Olimpiai ezüstérmes (1): 1996